# Товстуха, Иван Павлович
И́ван Па́влович Товсту́ха (10 [22] февраля 1889, Березна Черниговской губернии — 9 августа 1935, Москва) — советский государственный и партийный деятель. Заместитель директора — заведующий архивом Института Маркса — Энгельса — Ленина (с 1931). Заведующий Секретным отделом ЦК ВКП(б) и одновременно 1-й помощник генерального секретаря ЦК РКП(б) (22 января 1926 года — 22 июля 1930 года). Заместитель директора Института Ленина (1930—1931). Кандидат в члены ЦК ВКП(б) (с февраля 1934). Член ЦИК СССР.
Лауреат Сталинской премии первой степени за 1942 год в области историко-филологических наук (присуждена посмертно в 1943).

## Биография
Родился в семье приказчика. С 1905 года будучи учеником реального училища, принимал участие в революционном движении. В 1909 году начал работу в черниговской социал-демократической организации.
В июле 1909 года черниговская полиция произвела обыск у Товстухи. Было найдено около 240 книг, в том числе сочинения К. Маркса, Ф. Энгельса, А. Бебеля, Г. Плеханова, М. Горького. Нелегальная библиотека принадлежала социал-демократическому кружку воспитанников местной духовной семинарии. Как доносил начальник губернского жандармского управления, все книги призывали к «насильственному ниспровержению установленного законами основного образа правления в России и существующего в государстве общественного строя, к неповиновению и противодействию закона». Был арестован и приговорён судом к лишению всех прав и ссылке в Сибирь на поселение. Сосланный в 1911 году в Иркутскую губернию, продолжал там революционную пропаганду среди местных жителей и ссыльных, вёл борьбу против влияния эсеров и меньшевиков, участвовал в сборе денег на издание «Правды».
В январе 1912 года бежал за границу, жил в Австрии и Франции (стал членом Французской социалистической партии), в 1913 году Парижской секцией РСДРП(б) был принят в партию. В эмиграции работал землекопом, помощником кочегара, рабочим на кухне, шофером такси, испытывал большие трудности и лишения. Вступив в профсоюз шоферов и Социалистическую партию Франции, Товстуха вёл революционную пропаганду среди французских рабочих.
После Февральской революции возвратился в Россию. В ноябре 1917 г.— марте 1918 г. он секретарь инспекторского отдела Центрального штаба Красной гвардии, с апреля 1918 г. до конца 1921 г.— секретарь, затем член коллегии Народного комиссариата по делам национальностей. С декабря 1921 г. по апрель 1922 г. ответственный работник аппарата Центрального Комитета партии, организатор и заведующий личным секретариатом И. В. Сталина. В 1922 году написал для энциклопедии «Гранат» краткую биографию Сталина, пять лет спустя изданную отдельной брошюрой.
С начала 20-х годов вёл большую научную работу, занимается изучением жизни и деятельности В. И. Ленина, собиранием литературного наследия вождя, участвует в подготовке первого издания его сочинений. Им составлены подробные примечания к собранию сочинений, в которых исследуется судьба ленинских рукописей, история первых изданий работ Ленина. Им же был составлен список неразысканных ленинских статей, писем и т. д.
Был одним из организаторов второго издания сочинений В. И. Ленина. В 1925 г. он подготовил к печати и комментировал Ленинский сборник III. Созданная по его инициативе группа научных работников подготовила к изданию сборник «ВКП(б) в резолюциях съездов, конференций и пленумов ЦК».
В 1924—1926 гг. работал помощником директора Института Ленина.
22 января 1926 года — 22 июля 1930 года — заведующий Секретным отделом ЦК ВКП(б) и одновременно 1-й помощник генерального секретаря ЦК РКП(б) И. В. Сталина, в 1930—1931 гг.— заместитель директора Института Ленина и член редакции журнала «Пролетарская революция» и с 1931 г.— заместитель директора — заведующий архивом Института Маркса — Энгельса — Ленина.
На XVII съезде партии (февраль 1934 года) избран кандидатом в члены ЦК ВКП(б), был членом ЦИК СССР.
Умер 9 августа 1935 года в Москве от туберкулёза. Урна с прахом захоронена в Кремлёвской стене.

## Отзывы современников
Другой помощник Сталина, Иван Павлович Товстуха наоборот, до самой своей смерти (в 1935 году) будет играть важную роль в сталинском секретариате и при Сталине. Но сейчас, на ближайшие месяцы, он в секретариате будет бывать мало — он выполняет особое поручение Сталина — организует «Институт Ленина». Постоянно работают в секретариате сейчас три помощника Сталина: я, Мехлис и Каннер. Когда мы определяем в наших разговорах сферы нашей работы, мы делаем это так: «Бажанов — секретарь Сталина по Политбюро; Мехлис — личный секретарь Сталина; Гриша Каннер — секретарь Сталина по темным делам; Товстуха — секретарь по полутемным».— 

## Семья
Жена — Лидия Павловна Товстуха (1899—1953), медицинская сестра. Похоронена на Новодевичьем кладбище.
- Сын — Анатолий (г.р.1931), умер в раннем детстве
- Дочь — Татьяна Ивановна Товстуха (в замужестве Шмидт; род. 1932, Москва). Окончила физический факультет МГУ имени М. В. Ломоносова. Работала ведущим инженером-программистом Института проблем управления РАН. Сотрудник музея «Дом на набережной»[4]. Автор книги «Дом на набережной: Люди и судьбы»[5] и статьи «Строительство Дома ЦИК и СНК»[6]. Её муж — Вадим Васильевич Шмидт, физик, доктор наук.
  - Внучки: Наталья и Татьяна

## Память
Имя Товстухи носят (носили)
- улица в городе Березне
- колхоз в Черниговской области
- читальный зал в Центральном партийном архиве (ныне Российский государственный архив социально-политической истории) Института марксизма-ленинизма при ЦК КПСС.

## В литературе и кино
- Товстуха упоминается в трилогии Анатолия Рыбакова «Дети Арбата» в первой книге.
- Александр Сирин в художественном фильме «Повесть непогашенной луны», 1990 год.